# Nekkour
Nekkour (franska: Nekkour (CR), Nekkour (Commune Rurale), arabiska: نقور) är en kommun i Marocko.   Den ligger i provinsen Al Hoceïma och regionen Tanger-Tétouan-Al Hoceïma, i den nordöstra delen av landet, 290 km öster om huvudstaden Rabat. Antalet invånare är 11 524.